# Haus der Weimarer Republik

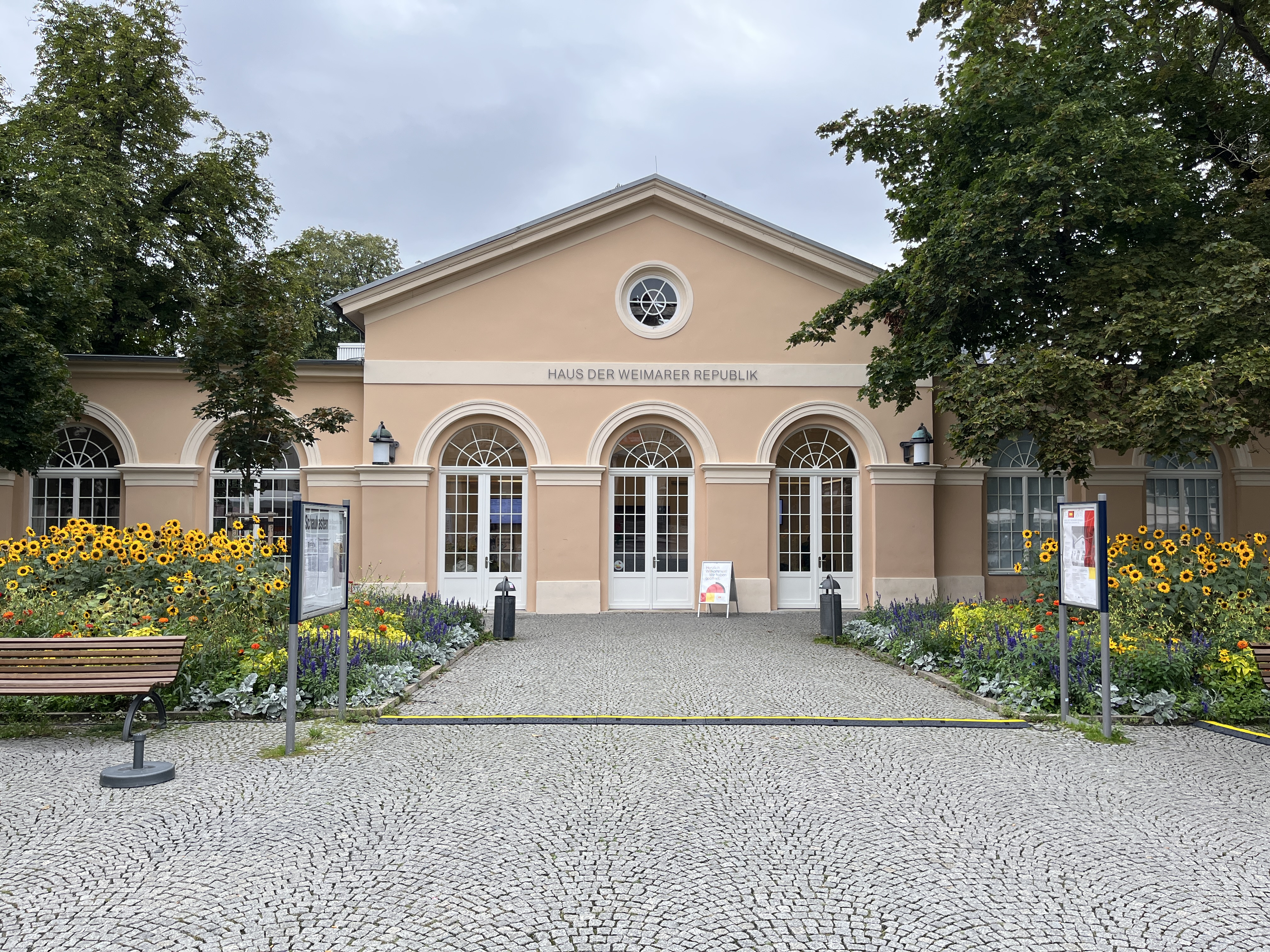
Haus der Weimarer Republik

Das Haus der Weimarer Republik ist ein im Juli 2019 eröffnetes Museum am Theaterplatz in Weimar, das die Weimarer Republik, die Verabschiedung der Weimarer Reichsverfassung und die Entstehung der Demokratie in Deutschland thematisiert.

## Geschichte
Die Anfang des 19. Jahrhunderts nach Entwürfen des Baumeisters Clemens Wenzeslaus Coudray errichtete klassizistische Wagenremise wurde bereits Anfang des 20. Jahrhunderts als Kulissenmagazin des Nationaltheaters genutzt. Im Zweiten Weltkrieg wurde sie durch Bomben leicht beschädigt. Das östlich angrenzende, ehemalige Zeughaus (später Künstlerheim) wurde hingegen stärker getroffen und später bis auf das Erdgeschoss abgetragen. Mitte der 1950er Jahre wurde der Coudray-Bau entkernt und zur Kunsthalle umgebaut, wobei die Hauptachse des Gebäudes bis in die Ruine des ehemaligen Zeughauses hinein erweitert wurde. 1994 wurde an diesem Ort das Weimarer Bauhaus-Museum eröffnet, welches 2019 in ein eigenes Gebäude umzog.
Am 31. Juli 2019 – 100 Jahre nach der Verabschiedung der Weimarer Reichsverfassung – wurde hier das Haus der Weimarer Republik eröffnet. Die zentrale Erinnerungsstätte an die erste deutsche Demokratie entstand direkt gegenüber vom Deutschen Nationaltheater, wo 1919 die Abgeordneten der Nationalversammlung tagten. Der Verein Weimarer Republik e. V. erinnert mit dem Museum an ein wichtiges Stück deutscher Geschichte. Das Haus soll der Begegnung, dem Austausch und der Diskussion dienen. Seit seiner Gründung im Jahr 2013 verfolgte der Verein das Ziel, die Weimarer Republik in ihrer Geburtsstadt stärker zu thematisieren. Der Baustart erfolgte im November 2018. Für das Bauvorhaben erhielt die Stadt Weimar als Eigentümerin des Gebäudes eine Bundesförderung aus dem Programm „Nationale Projekte des Städtebaus“. In das Projekt wurden rund 3,9 Millionen Euro, davon 3 Millionen Euro vom Bundesministerium des Innern, für Bau und Heimat und rund 600.000 Euro aus Städtebaufördermitteln investiert. Der Verein übernahm den Innenausbau und unterhalt das Haus.

## Fotoansichten aus der Ausstellung

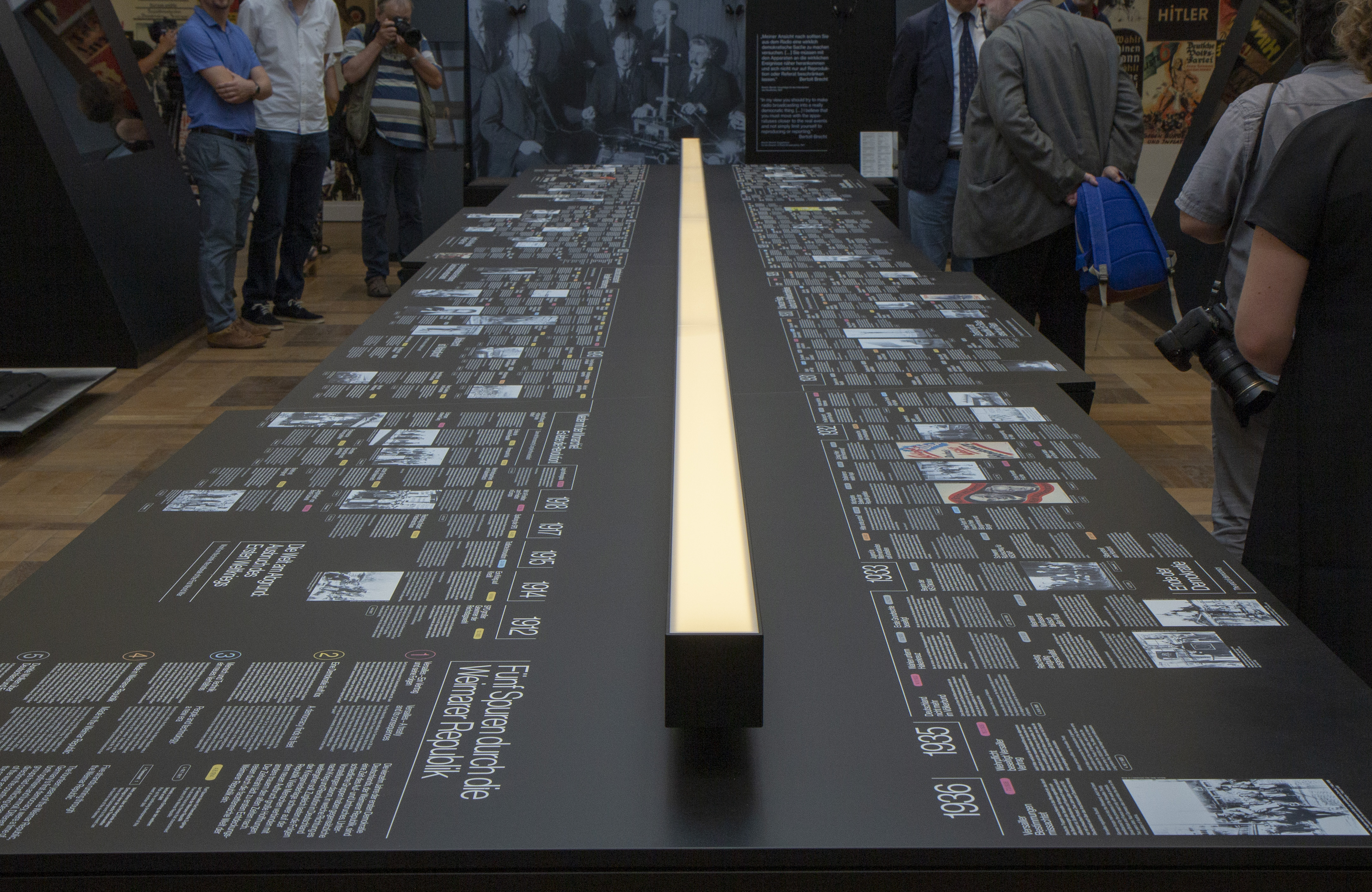
Innenraum
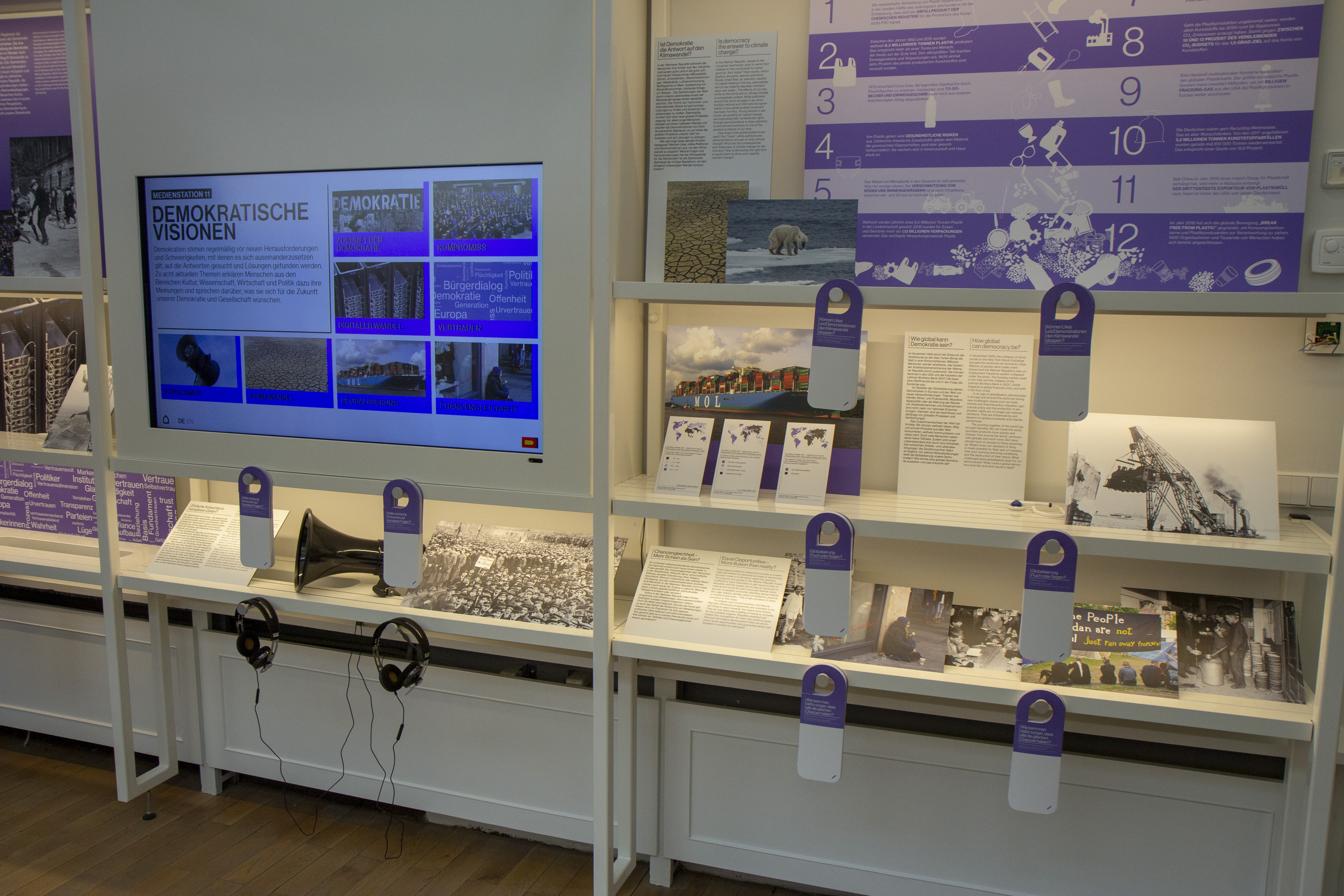
Exponate
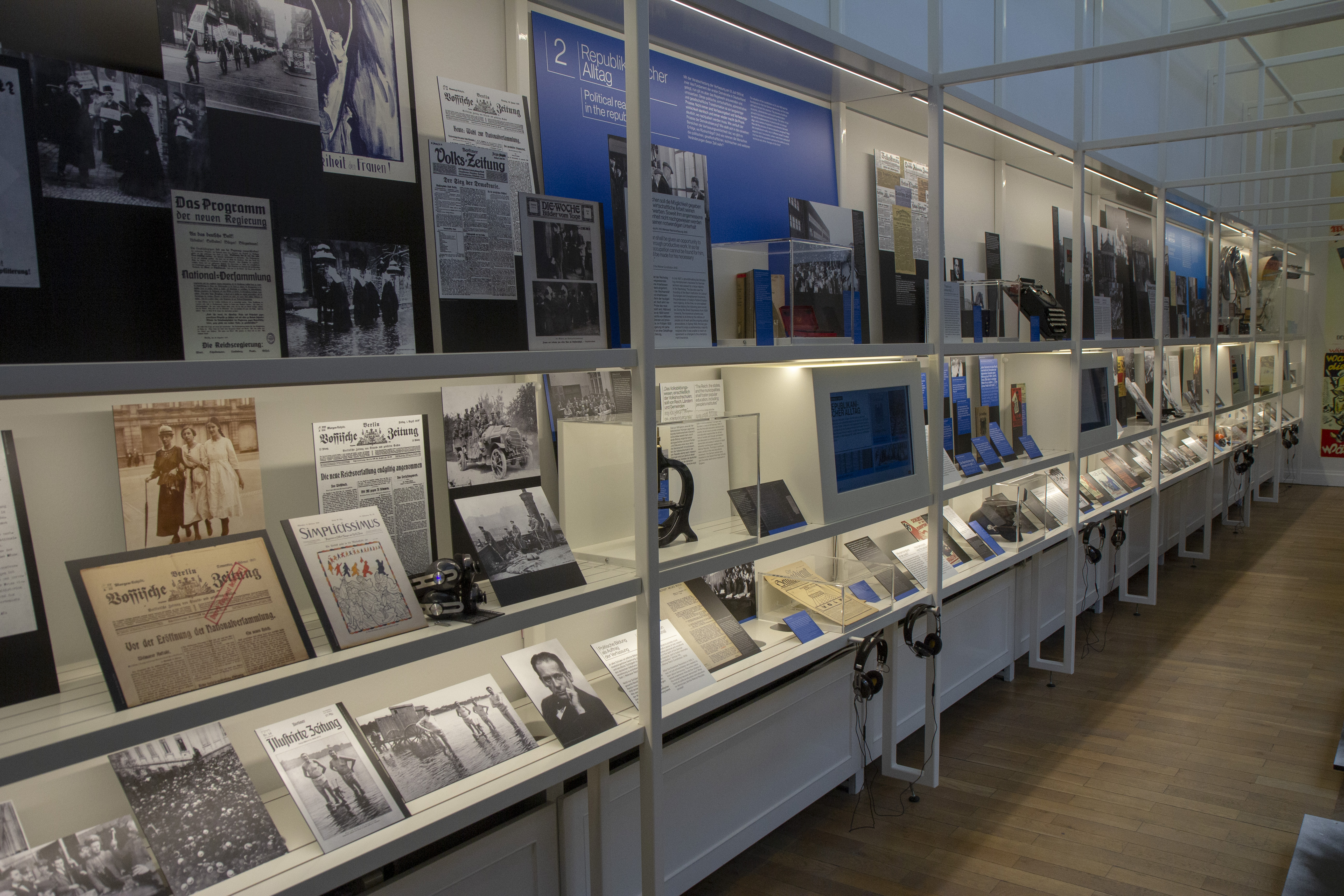
Exponate
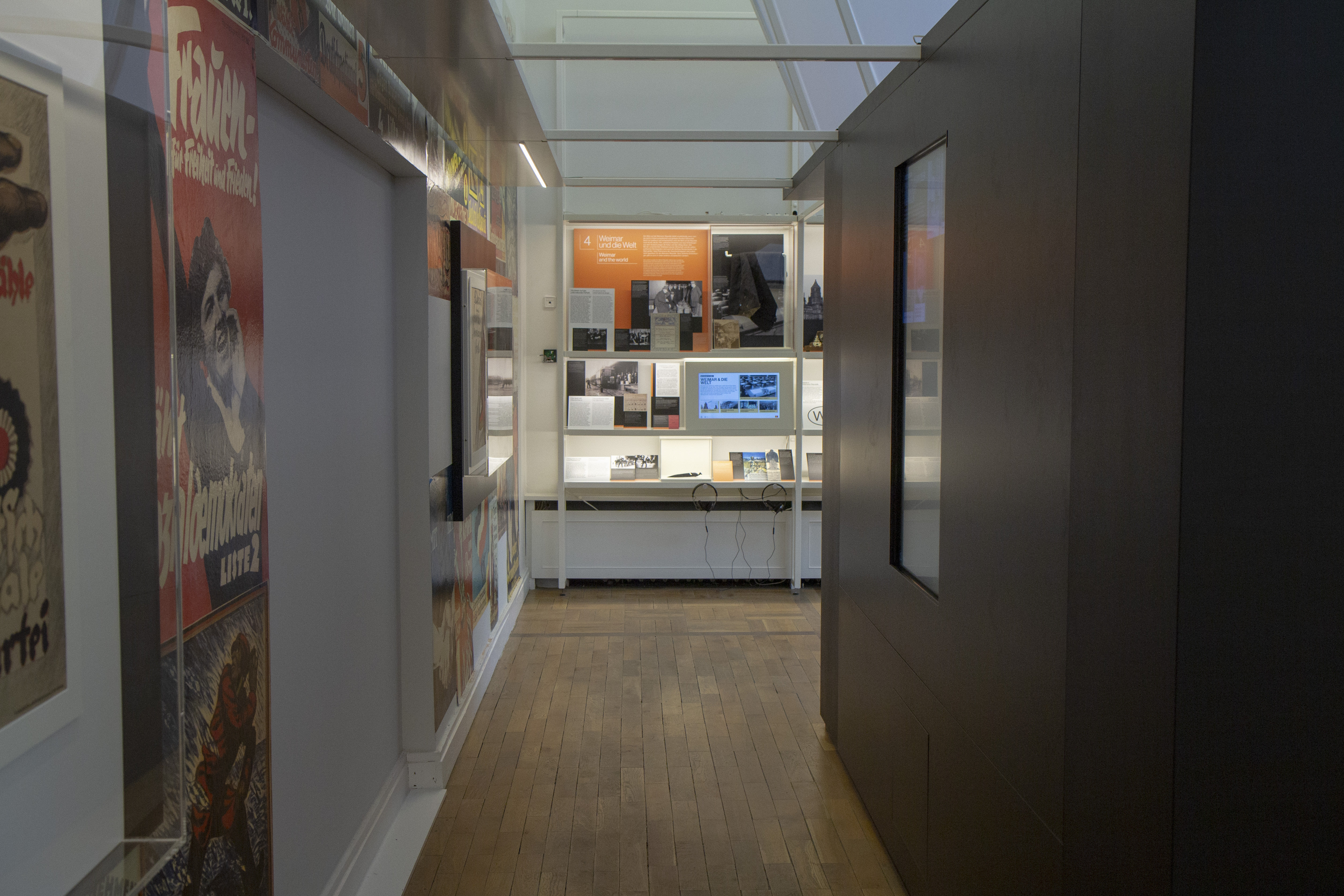
Ausstellungsraum
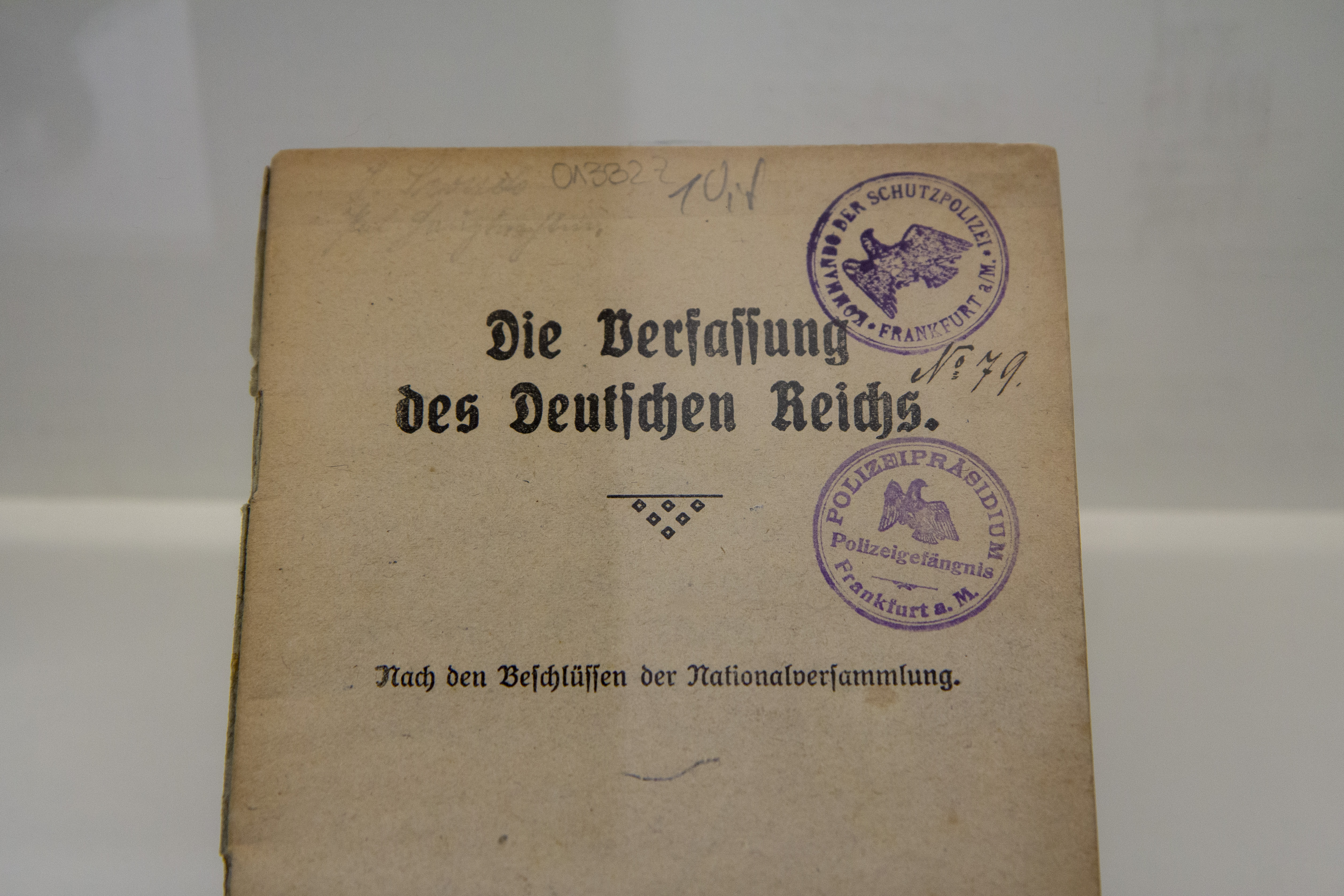
Verfassung

## Dauer- und Sonderausstellung
Die Dauerausstellung zeigt ein Gesamtbild der Weimarer Republik. In sechs Kapiteln wird die Zeit durch Exponate, Bilder und Filme erlebbar gemacht. Neben Medienstationen und interaktive Spielen gibt es Zeitkapseln, in denen Filmaufnahmen einschneidender Jahre durch Nachvertonung wieder zum Leben erweckt werden. Trotz bescheidener Raumverhältnisse von nur 200 m² konnte so eine Erlebniswelt entstehen, in welcher die Besuchenden 24 Stunden Lese-, Bild-, Video- und Tonmaterial entdecken können. Die Ausstellung wurde von der Ausstellungsagentur musealis kuratiert und realisiert.
Mit Eröffnung des Altbaus im Juli 2019 nahm auch das Besucherzentrum seinen Betrieb auf. Hier lädt ein Kinoraum schon vor dem Museumsbesuch ein, die Welt der Weimarer Republik zu erkunden. Ebenso kann im hauseigenen Café in den Tageszeitungen aus der Zeit der Weimarer Republik gestöbert werden oder mit Hilfe verschiedener Wandtelefone ein Anruf in die Vergangenheit getätigt werden. Ein kleiner, ausgewählter Shop ergänzt das Programm.
Auch die bereits zuvor unter dem Namen Künstlergarten bestehende Außenfläche konnte reaktiviert werden. Die liebevoll gestaltete Anlage lädt auch unabhängig vom Museumsbesuch zum Verweilen ein. Zudem konnte ein umfangreiches Kulturprogramm etabliert werden, welches im Sommer Einheimischen und Gästen der Stadt mit Musik, Literatur und Filmvorstellungen unter freiem Himmel anregende Sommerabende ermöglicht.
Nach Fertigstellung eines modernen Erweiterungsbaus konnten ab Mai 2023 weitere Flächen den Besuchenden zur Verfügung gestellt werden. Mit einem eigenen Sonderausstellungsbereich verdoppelten sich die Ausstellungsflächen. Hier werden jährlich wechselnd zwei Sonderschauen präsentiert. Den Auftakt in diesem neuen Bereich machte im Jahr 2023 eine Sonderausstellung zum 100. Jubiläum der Hyperinflation. Die Ausstellungen können im Verbund mit der Dauerausstellung besichtigt werden, sind jeweils aber als eigenständige Ausstellungen konzipiert.
Zudem wurde mit dem Forum für Demokratie ein Veranstaltungszentrum fertig gestellt. Dieses dient als Ort des Austausches im Rahmen des hauseigenen Bildungsprogramms, etwa in Form von thematischen Workshops für Besuchergruppen aller Altersgruppen. Es öffnet sich aber auch als Debattenort der Öffentlichkeit. Historische Vorträge, aktuelle Debatten mit Experten aus Wissenschaft und Gesellschaft, Gesprächsformate und auch Diskussionen mit lokalem Bezug finden hier einen Ort.
Im Jahr 2023 (Stand 16. Dezember 2023) wurden 33.000 Eintrittskarten ausgegeben. Die Veranstaltungen im Forum für Demokratie und im Künstlergarten sind hierin nicht enthalten. Diese wurden von weiteren 15.000 Menschen besucht.

## Anregung aktueller Debatten

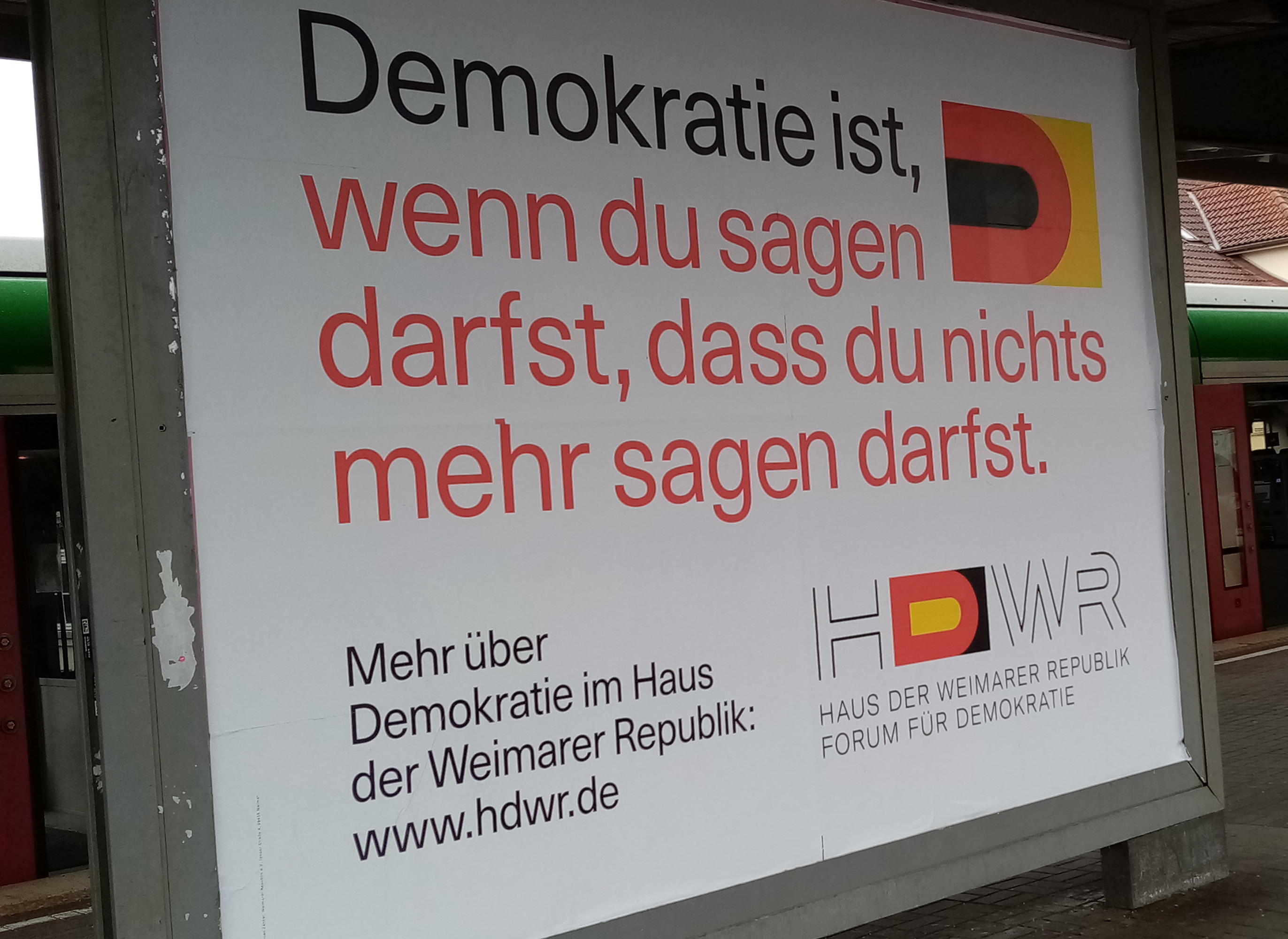
Plakat auf dem Weimarer Hauptbahnhof

Im April 2023 initiierte das Haus der Weimarer Republik eine Werbekampagne, mit der zur Diskussion über Demokratie angeregt werden soll. In verschiedenen Städten der Region Mittelthüringen sowie auf einem Weimarer Stadtbus finden sich Slogans der Form „Demokratie ist ...“, etwa „Demokratie ist wie der Bus: Nimmt alle mit“.
Besonderes Aufsehen in den sozialen Medien erregte dabei das Plakat „Demokratie ist, wenn du sagen darfst, dass du nichts mehr sagen darfst.“ Demokratie sei ohne Meinungsfreiheit nicht vorstellbar und sie funktioniere nur, wenn es Debatten gebe, so Geschäftsführer Stephan Zänker. Es müsse auch mit Blick auf Vertreter aus dem Umfeld der „Montagsspaziergänger“, die irrigerweise annähmen, Opfer von Cancel Culture zu sein, bedacht werden, dass Widerspruch erlaubt ist.

## Organisation

### Träger
Das Haus der Weimarer Republik wird durch den gemeinnützigen Weimarer Republik e. V. betrieben. Die Finanzierung wird durch Fördermittel seitens des Bundesministeriums der Justiz sichergestellt.

### Wissenschaftlicher Beirat
Dem Verein Weimarer Republik e. V. stand ein wissenschaftlicher Beirat bei der Erarbeitung des Museumskonzepts zur Verfügung:
Ursula Büttner, Alexander Gallus, Kathrin Groh, Christoph Gusy, Anke John, Marcus Llanque, Walter Mühlhausen, Wolfgang Niess, Wolfram Pyta, Alf Rößner, Thomas Schleper, Arnulf Scriba, Jochen Voit, Kerstin Wolff, Eric Wrasse, Vera Zahnhausen

## Hörfunk
- Edda Dammmüller: Die Weimarer Verfassung tritt in Kraft (am 14.08.1919) WDR ZeitZeichen vom 14. August 2019. (Podcast 14:51 Min., verfügbar bis 11. August 2029.) [Sendung zum Museum]